# England expects that every man will do his duty

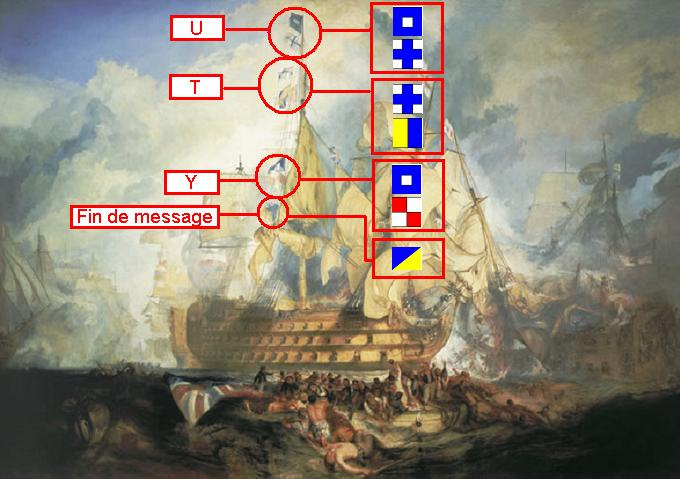
La batalla de Trafalgar de J. M. W. Turner (1822-1824) muestra las últimas tres letras de la famosa señal saliendo del HMS Victory.

«England expects that every man will do his duty» (en español, «Inglaterra espera que todo hombre cumpla con su deber») fue una señal enviada por el almirante Horatio Nelson desde su nave, el HMS Victory, cuando la batalla de Trafalgar estaba a punto de comenzar el 21 de octubre de 1805. Trafalgar fue una batalla naval decisiva en las Guerras Napoleónicas. Dio al Reino Unido el control del mar, acabando con cualquier posibilidad de invasión por parte de Francia y de conquista de las islas británicas. Aunque hubo una gran confusión alrededor de la señal una vez terminada la batalla, el hecho es que la importancia de la victoria y la muerte de Nelson en la misma lleva a que la frase se quedara dentro de las frases populares de Inglaterra, habiendo sido citada, parafraseada y referenciada en numerosas ocasiones hasta el día de hoy.

## Señales durante la batalla
|                              |
| Mensaje codificado de Nelson |

A medida que la flota británica se acercaba a las fuerzas combinadas de Francia y España, lord Nelson envió todas las señales necesarias a su flota con las instrucciones para la batalla. Sin embargo, consciente de la importancia de los acontecimientos que se iban a producir, Nelson sintió que era necesario añadir algo más. Dio instrucciones a su oficial de señales, el teniente John Pasco, de que enviase una señal, lo más rápido que fuera posible, con el mensaje: «Inglaterra confía en que todos los hombres cumplirán su deber» (en inglés England confides that every man will do his duty). Pasco sugirió a Nelson que se sustituyese la palabra «confía» por «espera», dado que esta última palabra se encontraba dentro del libro de señales, y sin embargo «confía» habría que deletrearla. Nelson estuvo de acuerdo con el cambio (aunque la palabra «espera» da una impresión de menor confianza en los hombres que «confía»):

Su Señoría vino a mí en la popa, y tras ordenar que se hicieran una serie de señales, alrededor de las doce menos cuarto dijo: «Mr. Pasco, deseo que diga a la flota, INGLATERRA CONFÍA QUE TODO HOMBRE CUMPLIRÁ CON SU DEBER» y añadió «Debe ser rápido, porque tengo una más que hacer que es para el combate a corta distancia». Yo le contesté, «Si su Señoría me permite sustituir confía por espera la señal se enviará pronto, porque la palabra espera está en el vocabulario, y confía se debe deletrear». Su alteza contestó, con prisa, aparentemente satisfecho, «Eso valdrá, Pasco, hágalo».

El término Inglaterra se usaba habitualmente en aquel tiempo para referirse al Reino Unido, si bien la flota británica estaba compuesta por contingentes muy significativos procedentes de Irlanda, Escocia y Gales, además de Inglaterra. Entonces, alrededor de las 11:45 del 21 de octubre de 1805 fue enviada la señal marítima más famosa de la historia británica. No se sabe a ciencia cierta el momento exacto en que fue enviada la señal (hay un relato que la sitúa mucho antes, a las diez y media de la mañana), dado que la señal fue repetida de nave a nave y las bitácoras se habrían escrito después de la batalla. Sin embargo, Pasco la sitúa en «alrededor de las doce menos cuarto» y los diarios de otras naves también la sitúan en una hora cercana a esta.

Esta sería la representación de la señal enviada por Nelson en el vocabulario de señales marinas.

La señal se envió utilizando un código numérico con banderas conocido como las «Señales telegráficas de vocabulario marino», diseñadas en 1800 por el contralmirante sir Home Popham, y basada en el libro de señales creadas tiempo atrás por el almirante lord Howe Este código asigna los dígitos del 0 al 9 a diez banderas. A su vez, las banderas combinadas representan un código numérico al que se asignaban significados en un libro de códigos, distribuido a todas las naves de la Marina Real Británica y a los que se lastraba con plomo para que pudieran ser lanzados por la borda en caso de captura del navío. Se cree que las banderas que representaban los números se iban izando una tras otra sobre el mástil, de forma que los navíos cercanos pudieran verlas y traducir el código.
La palabra «deber» no aparecía en el libro de códigos, y no tenía posibilidad de sustitución (como sí que se había hecho con el verbo «confiar»). Las palabras más cercanas que se podían encontrar en el libro «mejor» y «máximo» no servían para enviar el mensaje con el significado que se le quería dar. Por lo tanto, la única opción viable era deletrearla, con lo que el mensaje completo supondría alzar doce banderas". La palabra «deber» (en inglés, duty) se codificaba con los números del 1 al 25, que representaban las letras A–Z sin incluir la J. Además, en el alfabeto de entonces la letra V precedía a la U. Se cree debería haber llevado unos cuatro minutos.
Un equipo de entre cuatro y seis hombres, liderados por el teniente Pasco, habrían preparado e izado las banderas a bordo de la nave capitana de Nelson. El mensaje muestra una de las deficiencias del código inventado por Popham, y es que incluso la palabra de dos letras do («hacer») requería izar tres banderas.
Los relatos que nos han llegado indican que a medida que se enviaba la señal y se repetía a través de la flota, fue recibida con vítores por los marineros.
El mensaje «Enfrentar al enemigo más cerca» (en inglés, Engage the enemy more closely) fue la última señal enviada por Nelson a su flota, a las 12:15. antes de que se hubiese disparado ningún cañón desde la flota inglesa contra el enemigo. Este mensaje se envió utilizando el mismo sistema y las banderas 1 a 6. Nelson ordenó que la señal fuese izada y mantenida en lo alto.

## Tras la batalla

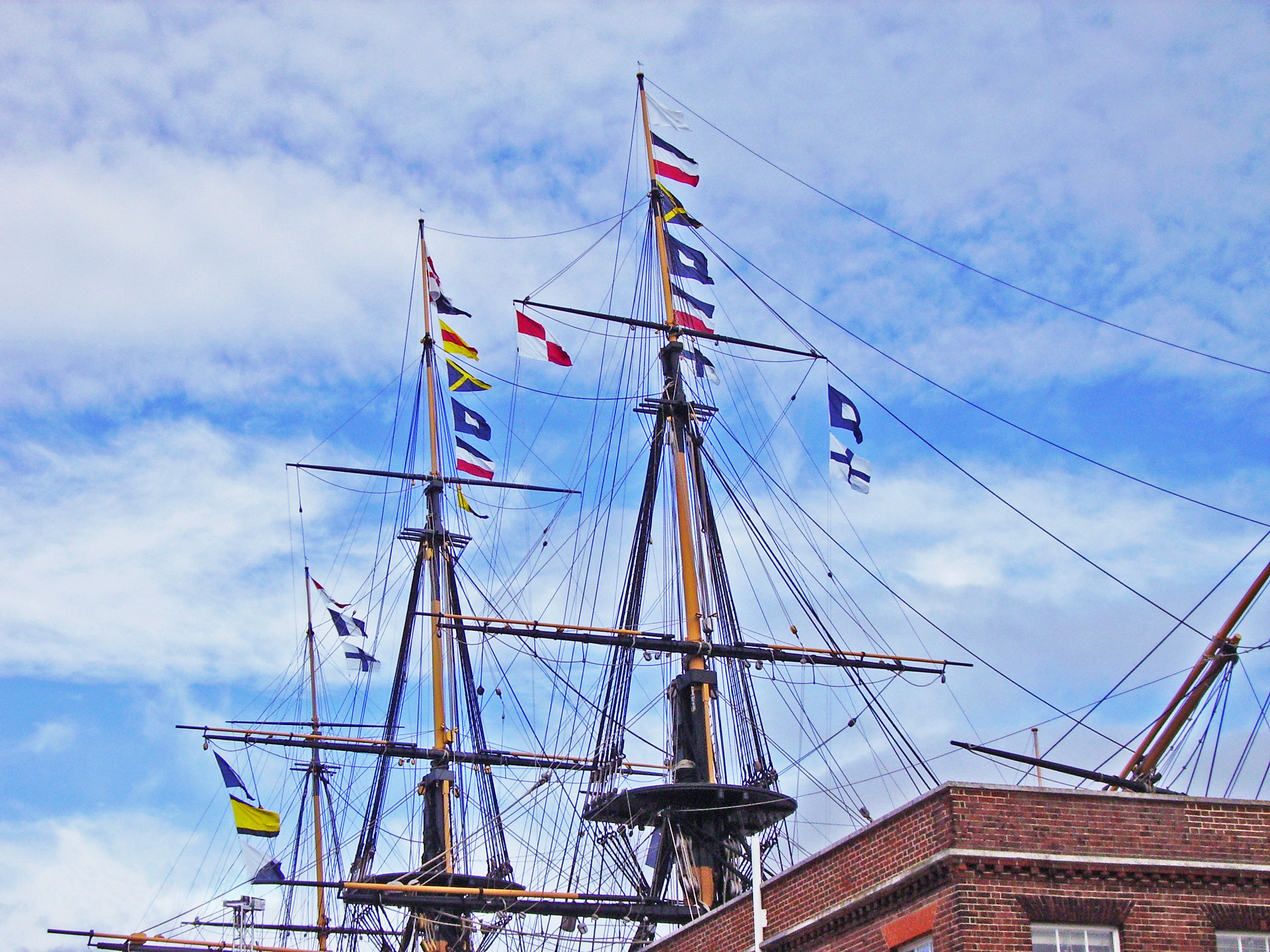
Foto del Victory en el bicentenario de la batalla de Trafalgar en la que ondea la señal de Nelson: England expects that every man will do his duty.

Casi inmediatamente después de la batalla la señal comenzó a tergiversarse. Una serie de naves de la flota registraron la señal como England expects every man to do his duty («Inglaterra espera que todos los hombres cumplan con su deber»). Esta versión llegó incluso a convertirse en la más utilizada e incluso está grabada alrededor de la base de la columna de Nelson en su tumba de la Catedral de San Pablo. En cualquier caso, la bitácora del Victory, así como los relatos del oficial de señales John Pasco y de Henry Blackwood (capitán de la fragata Euryalus), ambos presentes en la preparación de la señal, coinciden en la redacción. En 1811, el tenor John Braham compuso una canción, «La Muerte de Nelson», incluyendo las palabras de la señal. La canción se hizo popular casi de inmediato y fue cantada en todo el Reino Unido durante el siglo XIX. Para hacer que las palabras se ajustasen al metraje de la canción, fueron alterados a England expects that every man this day will do his duty («Inglaterra espera que todo hombre en este día cumplirá con su deber»). Esta versión también es muy conocida.
Entre 1885 y 1908 se creyó que la señal se había enviado utilizando el libro de códigos de 1799, porque en 1885 se había apuntado que el reemplazo no se había producido hasta 1808. En 1908 se descubrió, sin embargo, que el almirantazgo había cambiado el libro de códigos en noviembre de 1803, debido a que la versión de 1799 había caído en manos de los franceses, y que se habían enviado nuevos libros a la flota de Nelson en Cádiz en septiembre de 1805. Por lo tanto, los libros que se publicaron entre esos años muestran la señal utilizando las banderas incorrectas.
La señal todavía ondea una vez al año en el Victory, que se encuentra en un dique seco en Portsmouth, todos los días en que se celebra el aniversario de la batalla de Trafalgar (el 21 de octubre) si bien se muestran todas las banderas de una sola vez, colgadas a lo largo del barco, en lugar de por turnos alzándolas en el mástil.

### Señales similares
La famosa señal de Nelson se ha imitado en otras armadas navales del mundo. Napoleón Bonaparte ordenó que su traducción al francés (La France compte que chacun fera son devoir) apareciese en todos los navíos franceses. Al comienzo de la batalla de Plattsburgh, el comodoro Thomas MacDonough de la armada de los Estados Unidos de América hizo ondear la señal Impressed seamen call on every man to do his duty, cambiando «Inglaterra» por «los marineros reclutados», haciendo con ello referencia a que el reclutamiento por la fuerza de americanos para la armada británica había sido una de las causas que habían llevado a la guerra de 1812. Antes de la batalla de Tsushima, el almirante Togo Heihachiro de Japón (que había estudiado ciencia naval en Inglaterra entre 1871 y 1878, envió desde su nave la señal The fate of the Empire depends upon today's battle: let every man do his utmost (en español, «El destino del Imperio depende de la batalla de hoy: que todos los hombres lo hagan lo mejor posible»)

## Referencias en la cultura popular

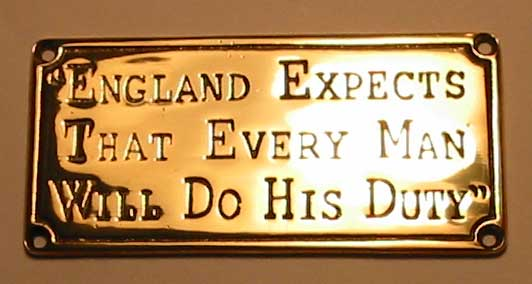
Placa souvenir que conmemora la famosa señal de Nelson.